# Ranunculus rectirostris
Ranunculus rectirostris är en ranunkelväxtart som beskrevs av Cosson och Durieu. Ranunculus rectirostris ingår i släktet ranunkler, och familjen ranunkelväxter. Inga underarter finns listade i Catalogue of Life.